# Sisyphus biarmatus
Sisyphus biarmatus là một loài bọ cánh cứng trong họ Bọ hung (Scarabaeidae).